# Альтшуллер, Марк Григорьевич
Марк Григо́рьевич Альтшу́ллер (род. 1929) — советский и американский литературовед-пушкинист, специалист по истории русской литературы конца XVIII — начала XIX веков, профессор Питтсбургского университета, доктор филологии, хранитель Цветаевского архива Екатерины Альтшуллер-Еленевой.

## Биография
Родился в Ленинграде.
В 1942 году был эвакуации в Новосибирске. До лета 1942 был членом кружка любителей космонавтики, в который кроме Марка входили ещё трое пятиклассников — Лурье, будущий советский и российский учёный в области математики Николай Ченцов и известный в будущем писатель-фантаст Владимир Михайлов, который рассказал об этом кружке в своем эссе «Хождение сквозь эры».[значимость факта?]
Окончил в 1952 году восточный факультет Ленинградского университета. Работал в Ленинграде учителем русского языка и литературы в школе, преподавал историю литературы в ЛХУ имени В. А. Серова. В 1966 году окончил аспирантуру ЛГУ по русской литературе, защитил кандидатскую диссертацию «Идейные и художественные искания в русской лирике 1790-х гг. (Н. Николев, П. Сумароков, Е. Костров, С. Бобров)». Совместно с Ю. М. Лотманом подготовил книгу «Поэты 1790—1810-х гг» в Большой серии «Библиотеки поэта» (1971).
Эмигрировал в 1978 году. Проживает в США, Питтсбург.

## Родовод
Дальние родственники.
- Исаак Наумович Альтшуллер. Врач, писатель. Учился на медицинском факультете Московского университета. Был врачом в Торжке и в Ялте. Лечил А. П. Чехова и Л. Н. Толстого[6][7].[неавторитетный источник]
- Григорий Исаакович Альтшуллер (1895—1983) — доктор медицины, мемуарист. В 1922—1924 годах учился в Пражском университете. В эмиграции с 1920 года. 1 февраля 1925 года в Чехии принимал роды у Марины Цветаевой[7].[неавторитетный источник]
- Екатерина Исааковна Альтшуллер-Еленева (1897—1982). Жена Николая Артемьевича Еленева (1894—1967). Была подругой Марины Цветаевой. Они встречались в Чехии и потом много лет переписывались. Жила в Праге, затем в Берлине, Париже. Училась в Сорбонне. Работала в парижском ателье мод и гувернанткой на юге Франции. Переехала в США. Работала в цыганском кабаре, заведовала ювелирным и игрушечным магазинами в Лос-Анджелесе и Вашингтоне. После Второй мировой войны в течение тридцати лет была диктором на радиостанции «Голос Америки»[7][неавторитетный источник] Готовила том прозы Цветаевой для издательства им. Чехова (Нью-Йорк)[1].

## Основные работы
- Альтшуллер М. Г. Беседа любителей русского слова. У истоков русского славянофильства. / 2-е, дополненное издание. Новое Литературное Обозрение, 2007. — 448 с. — Серия: Historia Rossica. ISBN 5-86793-533-7
- Марк Григорьевич Альтшуллер «Несколько уточнений к текстам стихотворений Г. Р. Державина»
- Альтшуллер, Марк Григорьевич. Два пути развития России: Шишков и Карамзин.
- Альтшуллер М. Г. Эпоха Вальтера Скотта в России: Историч.роман 1830-х гг. Серия: Современная западная русистика. Акад.проект, 1996. ISBN 5-7331-0014-1
- Альтшуллер М. Г. Между двух царей: Пушкин (1824—1836). Серия: Современная западная русистика. Академический Проект, 2003.
- Альтшуллер М. Г. В тени Державина. СПб.: Академический проект, 2014.